# Aluminium Nag Hammâdi
Aluminium Nag Hammâdi é um clube de futebol do Egito. Disputa atualmente a Segunda Liga Egípcia, tendo retornado ao Campeonato Egípcio de Futebol após uma longa ausência.